# إدواردو وليامز
إدواردو وليامز (بالإسبانية: Eduardo Williams)‏ هو مخرج أرجنتيني، ولد في أبريل 1987 في بوينس آيرس في الأرجنتين.

## وصلات خارجية
- إدواردو وليامز على موقع IMDb (الإنجليزية)
- إدواردو وليامز على موقع قاعدة بيانات الفيلم (الإنجليزية)